# 상하이문두 EC (아마조나스주)
상하이문두 이스포르치 클루비(포르투갈어: São Raimundo Esporte Clube) 또는 상하이문두는 브라질 아마조나스주 마나우스을 연고로 하는 축구 클럽이다. 연고지 파라 주의 약어를 따 상하이문두-AM이라고도 표기된다. 1918년 11월 18일 창단하였다.
구단의 최대 라이벌은 나시오나우 FC와 아틀레치쿠 히우네그루 클루비, 술아메리카 EC이다.

## 역사
1915년 프란시스쿠 헤벨루와 아시스에 의해 히소폴리스 클루비 헤크레아치부(Risópolis Clube Recreativo )라는 이름으로 창단되었다. 1918년 11월 18일 히소폴리 클루비 헤크레아치부(Risófoli Clube Recreativo)라는 이름으로 구단명을 재변경했으며, 같은 해 12월 현재의 구단명으로 또 한번 변경하였다.
1956년 상하이문두는 캄페오나투 아마조넨시 1부에 처음으로 참가하였고, 1961년 아마조넨시에서 우승을 차지하였다. 1999년부터 2001년까지 브라질 북부의 축구팀들이 참여하는 코파 노르치에서 3년 연속 우승을 차지하였다. 1999년에는 캄페오나투 브라질레이루 세리이 C에서 2위를 차지하고, 캄페오나투 브라질레이루 세리이 B로 승격하는 데에 성공하였다. 상하이문두는 2006 시즌까지 세리이 B에 머물렀다.

## 수상
- 캄페오나투 브라질레이루 세리이 C
  - 준우승 (1회) : 1999
- 캄페오나투 아마조넨시
  - 우승 (7회) : 1961, 1966, 1997, 1998, 1999, 2004, 2006
- 코파 노르치
  - 우승 (3회) : 1999, 2000, 2001